# Опорелу
Опорелу (рум. Oporelu) — село у повіті Олт в Румунії. Входить до складу комуни Опорелу.
Село розташоване на відстані 133 км на захід від Бухареста, 19 км на північ від Слатіни, 57 км на північний схід від Крайови.

## Населення
За даними перепису населення 2002 року у селі проживали 546 осіб, усі — румуни. Усі жителі села рідною мовою назвали румунську.